# Tinchebray-Bocage
Tinchebray-Bocage es una comuna nueva francesa situada en el departamento de Orne, de la región de Normandía.

## Historia
Fue creada el 1 de enero de 2015, en aplicación de una resolución del prefecto de Orne de 23 de diciembre de 2014 con la unión de las comunas de Beauchêne, Frênes, Larchamp, Saint-Cornier-des-Landes, Saint-Jean-des-Bois, Tinchebray e Yvrandes, pasando a estar el ayuntamiento en la antigua comuna de Beauchêne.

## Demografía
| Gráfica de evolución demográfica de Tinchebray-Bocage entre 1800 y 2013 |
|                                                                         |

Los datos entre 1800 y 2013 son el resultado de sumar los parciales de las siete comunas que forman la nueva comuna de Tinchebray-Bocage, cuyos datos se han cogido de 1800 a 1999, para las comunas de Beauchêne, Frênes, Larchamp, Saint-Cornier-des-Landes, Saint-Jean-des-Bois, Tinchebray e Yvrandes de la página francesa EHESS/Cassini. Los demás datos se han cogido de la página del INSEE.

## Composición
| Comuna delegada          | Código INSEE | Población (2013) | Superficie (km²) | Densidad (hab./km²) |
| ------------------------ | ------------ | ---------------- | ---------------- | ------------------- |
| Beauchêne                | 61031        | 252              | 10.42            | 24                  |
| Frênes                   | 61177        | 846              | 13.31            | 64                  |
| Larchamp                 | 61223        | 328              | 8.41             | 39                  |
| Saint-Cornier-des-Landes | 61377        | 643              | 11.96            | 54                  |
| Saint-Jean-des-Bois      | 61420        | 176              | 9.93             | 18                  |
| Tinchebray               | 61486        | 5052             | 26.52            | 190                 |
| Yvrandes                 | 61513        | 162              | 10.33            | 16                  |